# Teodozjusz z Bitynii

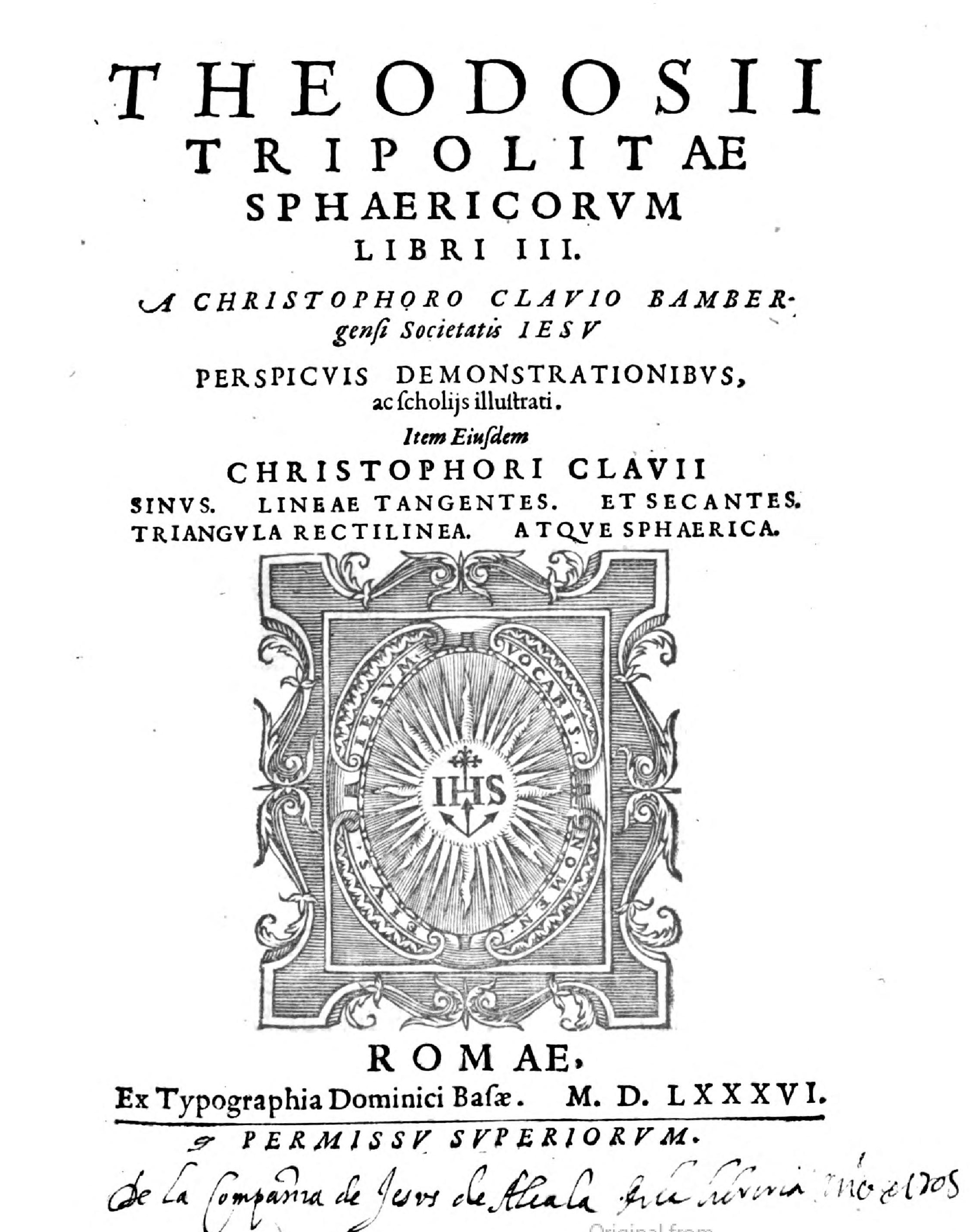
Sphaerica − wydanie Christophorusa Claviusa z 1586

Teodozjusz z Bitynii (stgr. Θεοδόσιος Theodosios; druga połowa II wieku p.n.e.) − grecki uczony. Autor licznych prac z zakresu astronomii i matematyki.

## Życiorys
Pochodził z Bitynii (dzisiejsza Azja Mniejsza). Strabon wymienił go na liście znamienitych mieszkańców tego regionu razem z innym matematykiem Hipparchosem i synami. Kolejność w jakiej zostali przedstawieni sugeruje, że obaj matematycy mogli być sobie współcześni. Według żyjącego w I wieku p.n.e. Witruwiusza, Teodozjusz skonstruował uniwersalny zegar słoneczny, działający poprawnie w każdym regionie geograficznym. Menelaos z Aleksandrii wymienił go z imienia w Sphaerice, traktacie podejmującym problematykę, którą zajmował się wcześniej Teodozjusz.
Przez długi czas uważano, że pochodził z Trypolisu. Wynikało to z błędnego zapisu w bizantyjskiej Księdze Suda z X wieku n.e., w którym pomylono Teodozjusza z dwoma innymi greckimi uczonymi o tym samym imieniu.

## Prace
Do naszych czasów zachowały się trzy jego prace, w różnych tradycjach translatorskich:
- De habitationibus (Domostwa) − opisuje zjawiska powstałe w wyniku obrotu ciał niebieskich z pozycji geocentrycznej, a także informuje o tym które części systemu widziane są z jakich regionów geograficznych.
- De diebus et noctibus[8] (Dni i noce) − traktuje o różnej długości dni i nocy w ciągu roku oraz o zjawisku ekwinokcjum.
- Sphaerica[9] (od sfera) − najważniejsza z prac. Traktat o geometrii eliptycznej w trzech księgach poprzedzony krótką listą definicji. Razem z dwiema wcześniejszymi pracami greckiego uczonego Autolykosa prezentuje podejście bardzo blisko związane z Elementami Euklidesa. Księga I i II.1−10 stanowi w zasadzie adaptację księgi III Elementów[e] do potrzeb geometrii sferycznej. Księgi II.11−23 i III traktują o wykorzystaniu geometrii sferycznej w astronomii. W późnym antyku Sphaerica znalazła swoje miejsce w kanonicznym zestawieniu różnych prac tzw. Małej astronomii, który wykładano po Elementach Euklidesa, a przed Almagestem[7] (Wielkiej astronomii).

## Teksty źródłowe
1. Theodosii Tripolitae: Sphaericorum libri III. Rzym: 1586. (łac.). Brak numerów stron w książce
2. Theodosii Tripolitae: De diebus et noctibus libri duo. Rzym: 1591. (łac.). Brak numerów stron w książce